# Anna Känzig
Anna Känzig (früher auch Kaenzig; * 25. Juli 1984 in Zürich) ist eine Schweizer Sängerin und Songwriterin.

## Leben
Anna Känzig wuchs mit ihren Eltern und ihrer jüngeren Schwester Lisa in einem musikalischen Umfeld in Meilen auf. Ihr Vater ist der Fotograf Christian Känzig, ihr Onkel der Jazzmusiker Heiri Känzig. Im Alter von fünf Jahren begann sie, Gitarre zu spielen. Später lernte sie Bass und Klavier. Nach ihrem Abschluss an der Kantonsschule Stadelhofen machte sie ihren Bachelor an der Jazz-Abteilung der Zürcher Hochschule der Künste (ZHdK), für den sie einen Förderpreis gewann. Dieser ermöglichte ihr 2009 einen Auftritt am Montreux Jazz Festival und die Finanzierung ihres ersten Albums Four Acres and No Horse, das 2011 bei dem Schweizer Independent-Label Nation Music erschien.
Ihren Master absolvierte Anna Känzig ebenfalls an der ZHdK. Sie unterrichtet seit 2010 als Gesangslehrerin, unter anderem an der Musikschule Konservatorium Zürich MKZ. Sie trat unter anderem am Festival da Jazz, am Zermatt Unplugged, am Kaufleuten Summersounds und an den Winterthurer Musikfestwochen auf. 2014 war sie zusammen mit dem Musiker Tobey Lucas auf Tournee in der Schweiz. Im Rahmen ihres aktuellen Albums Sound and Fury spielte sie im Frühjahr 2016 eine Klubtour durch die Schweiz, dabei spielte sie zum Auftakt im Albani Music Club in Winterthur, in der Schüür in Luzern, im KiFF in Aarau, in Solothurn in der Kulturfabrik Kofmehl und zum Abschluss der Tour im Zürcher Klub Plaza.
Im Sommer 2016 spielte Anna Känzig mit ihrer Band unter anderem auf der Waldbühne des Gurten Festival, am Vaduz Soundz, am Feelgood Festival in Niedergösgen sowie in Zürich am Röntgenplatzfest. Ausserdem hatte sie Auftritte an der OneFM Starnight in Genf, am Finale des Elite Model Look 2016, und sie eröffnete das Energy Air im Stade de Suisse vor 40'000 Zuschauern.
2019 gründete sie mit dem Bassisten Heiri Känzig, ihrem Onkel, das Duo Känzig & Känzig, das sich vom Great American Songbook inspirieren lässt. Beim Festival da Jazz St. Moritz wurde es mit dem ersten, mit 10.000 SFR dotierten Franco Ambrosetti Award, ausgezeichnet.

## Werke
Anna Känzigs erstes Album Four Acres and No Horse erschien im Januar 2011. Die Zürcher Filmproduktionsfirma Filmgerberei drehte einen Videoclip zur Single-Auskopplung In Your Hands.
Im Februar 2013 veröffentlichte Känzig ihr zweites Album Slideshow Seasons, das in Zusammenarbeit mit dem Produzenten und Musiker Luk Zimmermann von der Band Lunik entstand.
2014 nahm Sony Music sie unter Vertrag. Im November 2015 erschien Anna Känzigs erste Single Drive All Night von ihrem dritten Studioalbum, das im Frühjahr 2016 erschien. Als zweite und dritte Single folgten Get Out und Bonnie & Clyde. Produziert und komponiert wurde das Album zusammen mit dem Musikproduzenten Georg Schlunegger von Hitmill. Lars Norgren, der auch mit der schwedischen Popmusikerin Tove Lo zusammenarbeitete, mischte das Album.
2016 war ihr Song Lion’s Heart die offizielle Hymne für die Spendenaktion Jeder Rappen zählt von Schweizer Radio und Fernsehen und der Glückskette. Damit ist Känzig die erste Frau, die den offiziellen JRZ-Song beisteuerte.

## Diskografie

### Alben
- 2011: Four Acres and No Horse
- 2013: Slideshow Seasons
- 2016: Sound and Fury
- 2020: Two of a Kind (mit Tobey Lucas)